# The Forest of Peldain
The Forest of Peldain (cu sensul de Pădurea din Peldain) este al doisprezecelea roman științifico-fantastic al scriitorului Barrington J. Bayley. Acest roman Space Opera a apărut prima dată la editura DAW Books în august 1985.

## Prezentare
Amplasat pe lumea apelor Sute de Insule (Hundred Islands), Imperiul Arelian încearcă să preia controlul ultimei insule, Peldain, în ale cărei păduri dense se află un regat independent și un secret antic.

## Semnificație și recepție literară
Rhys Hughes l-a considerat pe Bayley „slăbit” după The Zen Gun, ajungând la concluzia că stilurile Jack Vance ale acestui roman nu reprezintă „un efort sustenabil”.
Andy Robertson, trecând în revistă romanul în Interzone, a respins cartea ca fiind „[un] potboiler minor”.

## Legături externe
- The Forest of Peldain la isfdb.org

## Vezi și
- 1985 în științifico-fantastic